# Balkán-félsziget
A Balkán-félsziget Európa délkeleti részén található félsziget: keleten a Fekete-tenger, délen és nyugaton a Földközi-tenger (Márvány-tenger, Égei-tenger, Jón-tenger, Adriai-tenger) mossa partjait. Kis-Ázsiától két szoros, a Boszporusz és a Dardanellák választja el. Az északi határa a Fekete-tenger és az Adriai-tenger között egy meghatározás szerint a Duna, majd a Száva, aztán a szlovéniai Kerka folyó, végül a Vipava, majd az Isonzó (szlovén nevén Soča). A Kerka és a Vipava nem érintkeznek egymással, így a két folyó forrása között a félsziget északi határa egy képzeletbeli vonal a földfelszínen. A továbbiakban az így definiált területet értjük Balkán-félsziget alatt.
A Balkán szó a Bulgáriától Szerbiáig húzódó Balkán-hegység nevéből származik.
A Balkán-félsziget helyett gyakran használják a rövidebb Balkán szót is, amely azonban nem szinonimája a Balkán térségnek, amelyet szintén szokás a Balkán szóval helyettesíteni. A Balkán térség egy történelmi-kulturális fogalom, mely nagyrészt a Balkán-félsziget területét jelenti, azonban a Balkán térséghez tartozik a félszigeten kívül a Regát területe is.

## Földrajza

### Domborzat
A Balkán-félsziget Európa egyik legnagyobb átlagmagasságú nagytája, területének 15%-a található 1000 méternél magasabban. A hegyek, hegysorok medencékkel sűrűn tagoltak. A gyűrthegységek három csoportra oszthatóak: Dinaridák, Hellenidák és Balkanidák. A félsziget belső részén pedig tagolt rögvidék található, mely a Vardar-övezetre, Szerb-Macedón-rögvidékre és a Trák-rögvidékre osztható.
A Dinaridák az Adriai- és Jón-tengert kísérik északon, három párhuzamos láncban. A külső övezet erősen gyűrt, tagolt vonulat, területén jellemzőek a karsztvidékek, szigetcsoportok. A középső vonulat egy szabdalt mészkővidék, mely a tengerpart közelében húzódik, itt inkább a magaskarszt jellemző. A vonulat részei: Velebit-hegység, Bosnyák-Magaskarszt (Dinári-hegység), valamint az Észak-Albán-Alpok, a legmagasabb pontja a Jezerce (2694 m). A harmadik, belső öv szintén gyűrt középhegység, ám jóval alacsonyabb (az átlagmagassága 1000–1400 m), medencékkel tagolt tájakból áll.
A Hellendiák a Dinaridák déli folytatása, az Albán-Alpoktól délre található. A vonulatok az Égei-tenger partján futnak, és a szigetvilág egy részét is alkotják. Itt is három különálló vonulatot figyelhetünk meg. A külső vonulat erősen lepusztult, letarolt karsztos középhegységekből áll. A középső vonulat is karsztos kőzetből áll, részei a Píndosz és a Parnasszosz, a Peloponnészosz-félszigeten pedig a Tajgetosz, és a Párnon. Legmagasabb pontja a Píndosz (2686 m). Itt jellemzőek a mély szurdokvölgyek, éles gerincek, hatalmas tömbök, medencékkel és tavakkal tagolt, változatos felépítésű hegysorok. A harmadik, belső vonulat a Galicsica karsztos vidékeiből és a Baba-hegység kristályos paláiból áll. Itt találhatók a legmagasabb csúcsok, a 2700 méter fölé emelkedő Korab és Šar-hegység, illetve a 2911 méter magas Olimposz.
A Balkanidák a Déli-Kárpátok folytatása, a hegysor 300 km hosszú, keleties irányú. Itt is megjelenik a hármas szerkezet. A külső övezeten szelíd hegylábfelszínek, dombságok találhatóak. A középső vonulatot alkotja a Balkán-hegység, itt találhatóak a Balkanidák legmagasabb pontjai, a Sztara Planin és a Botev-csúcs (2376 m). A belső öv inkább medencékkel tagolt, nyugat-keleti futású övezet, itt található a Szerb-érchegység, amit vastag mészkőtakaró borít.
A belső rögvidék, melyet ezen vonulatok körbevesznek, főképp variszkuszi eredetű, de középidői, óharmadidőszaki mozgások is történtek a területen, illetve a pleisztocén jégmozgások tovább formálták a vidéket. A Sztruma, Meszta és Marica folyók mély völgyei határolják a hatalma kristályos kőzeteket. A Rila és Pirin hegységet jég formálta, ezért rendkívül sok glaciális alakzat figyelhető meg rajtuk, többek között csipkés gerincek, ormok. A Rila hegységben található a félsziget legmagasabb csúcsa, a Muszala (2925 m).

### Éghajlat

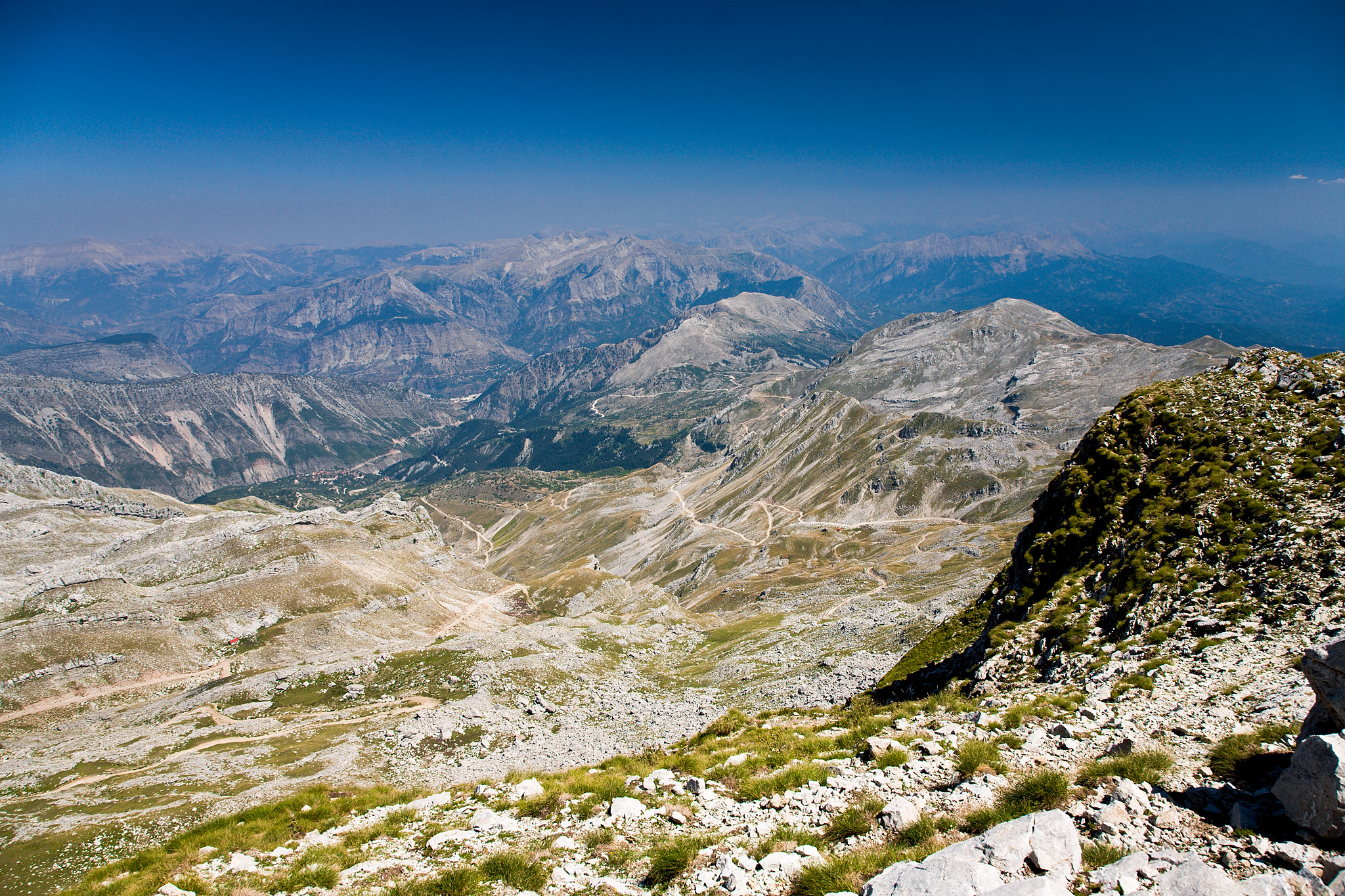
A Píndosz-hegység déli része

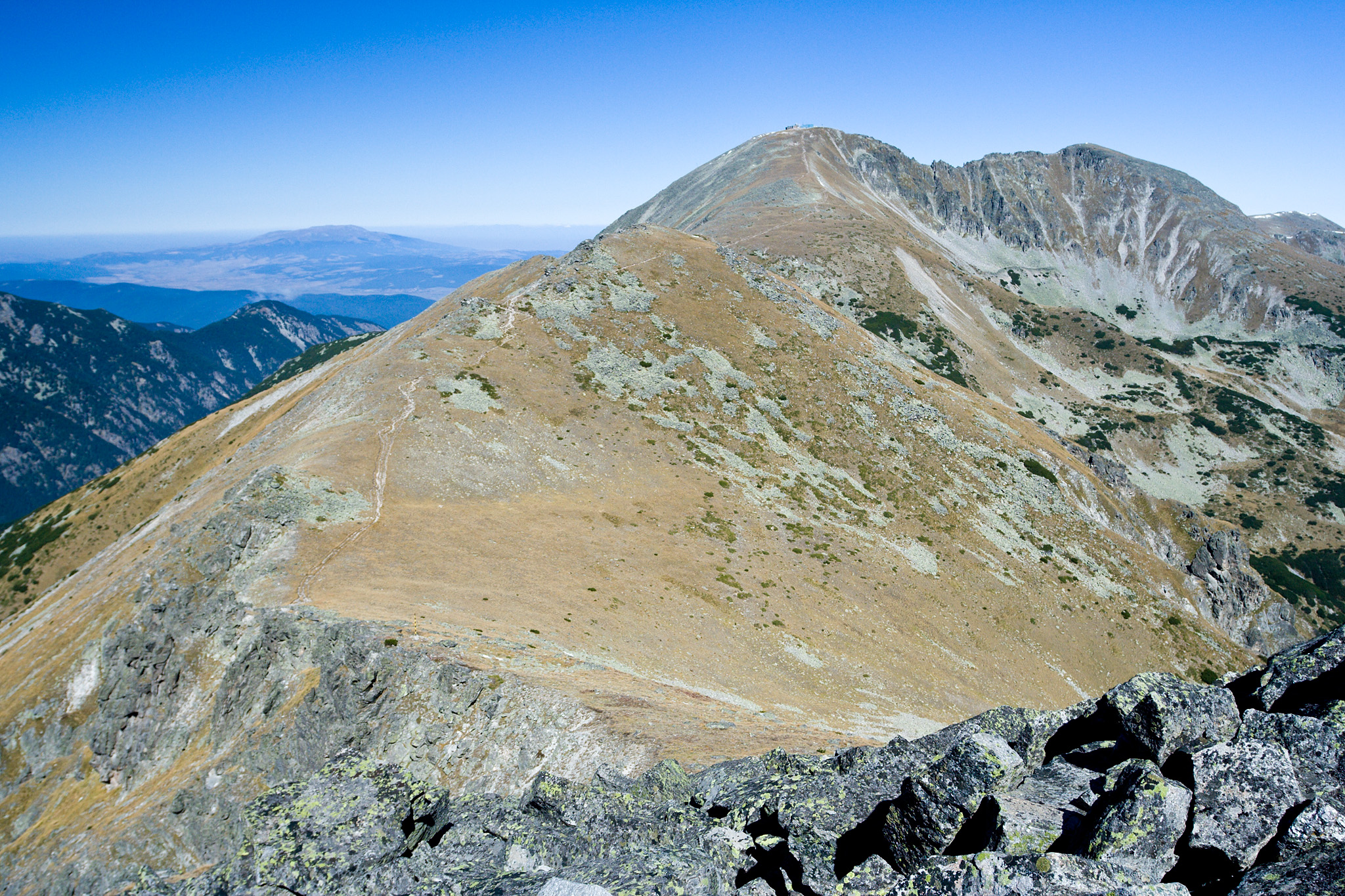
A Balkán-félsziget legmagasabb csúcsa, a 2925 méteres Muszala

A félsziget éghajlata a domborzathoz hasonlóan igen tagolt. A mediterrán éghajlat az Adriai-tenger partvidékén, a Égei-szigeteken és a görögországi partvidéken jellemző. A félsziget belső területein a kontinentális éghajlat az uralkodó. A külső mediterrán és a belső kontinentális területek között pedig átmeneti változatok alakultak ki, illetve a legmagasabb hegyvidékeken a függőleges övezetességű hegyvidéki éghajlat a jellemző.
A hőmérséklet északról dél felé nő, a csapadék pedig a domborzathoz igazodik. Az éghajlatválasztó Dinaridák vonulatai felfogják a nyugatról érkező szeleket, így a lejtőkön 2000 mm-t is meghaladó évi csapadék hullik a hegyvidék nyugati területein. Itt található Európa egyik legcsapadékosabb pontja, Crkvice falu, melynek éves csapadékátlaga 4623 mm. A belső medencék már csak 400–500 mm/év csapadékban részesülnek.
A főn jellegű szelek a meghatározóak. Az adriai partvidéken a bóra fordul elő ősszel és télen, sebessége a 200 km/h-t is elérheti. A völgyekbe bejutva a mediterrán légtömegek igen kedvező klímát alakítottak ki, főképp a Vardar, Sztruma és Marica folyó mentén.
Az eddig mért legnagyobb szélerősségű bórák:
| Hely                        | Sebesség m/s | Sebesség km/h | A szélvihar ideje    |
| --------------------------- | ------------ | ------------- | -------------------- |
| Montenegró                  | 42,9 m/s     | 151,2 km/h    | (1978. január 5.)    |
| Trieszt                     | 64,2 m/s     | 231,5 km/h    | (1994. október 29.)  |
| Krk sziget                  | 69,0 m/s     | 248,4 km/h    | (1994. október 29.)  |
| Split                       | 48,5 m/s     | 172,8 km/h    | (1994. október 29.)  |
| Makarska                    | 69,5 m/s     | 250,2 km/h    | (1996. január 26.)   |
| Dalmát partok (átlag)       | 33,0 m/s     | 118,8 km/h    | (2004. november 15.) |
| Dalmát partok (széllökések) | 60,0 m/s     | 216,0 km/h    | (2004. november 15.) |

### Vízrajz

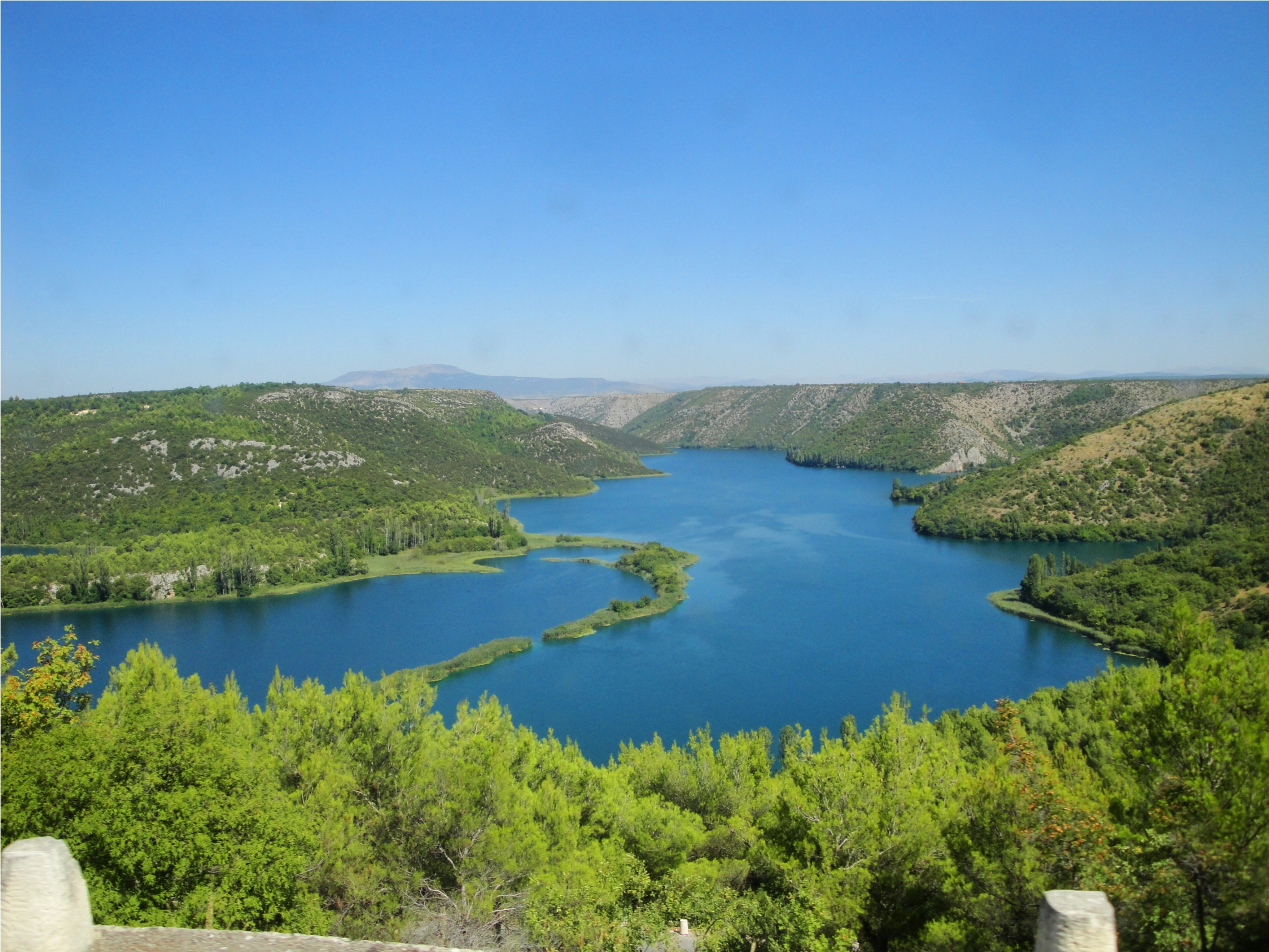
A Krka

A Balkán-félsziget az Adriai-tenger, az Égei-tenger és a Fekete-tenger vízgyűjtő területéhez is kapcsolódik. Jelentősebb folyók: Boszna, Drin, Drina, Duna, Isonzó (Soča), Iszker (Iszkar), Krka, Kulpa (Kupa, Kolpa), Marica (Évrosz), Nagy-Morava, Neretva, Pineiósz, Száva, Sztruma (Sztrimónasz), Timok, Tundzsa (Tunca), Una, Vardar (Axiósz), Vipava.
A legnagyobb tavak karsztos mélyedésekben találhatóak, pl: Ohridi-tó, Preszpa-tó, Shkodrai-tó. A Dinaridákban kisebb karsztos tavak is találhatóak. Nagy látványosságnak számít a 16 tóból álló Plitvicei-tavak, melyeket vízesések kapcsolnak össze, illetve a Krka folyó vízesésrendszere is hasonlóan alakult ki. A magashegységekben glaciális eredetű tavak is találhatóak.

## Politikai felosztása

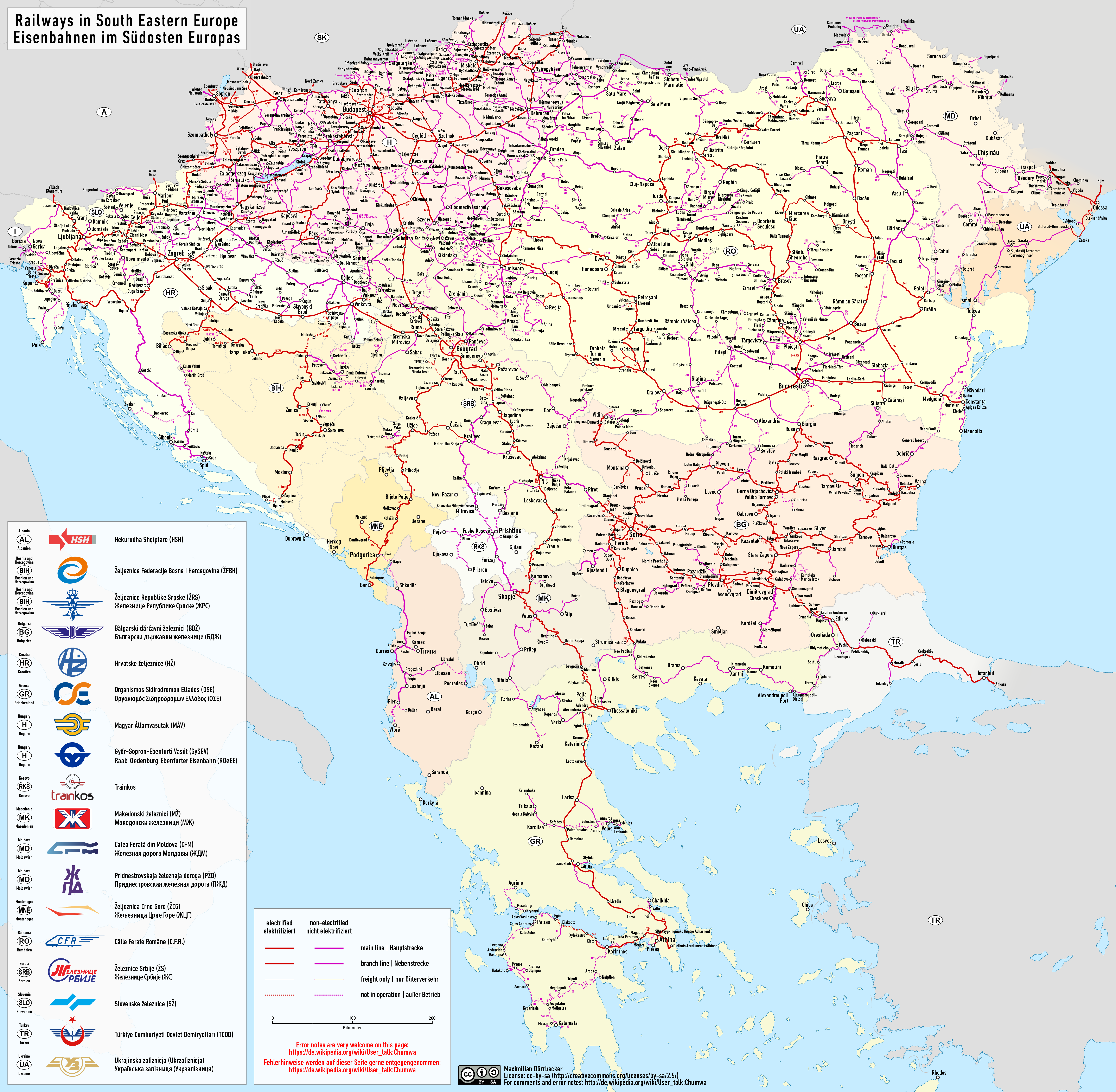
Délkelet-Európa vasúti térképe

A Balkán-félsziget politikailag Európa egyik régiójának, Délkelet-Európának a része, s jelenleg a következő országok találhatók rajta:
Teljesen:
- Albánia
- Bosznia-Hercegovina
- Bulgária
- Koszovó
- Észak-Macedónia
- Montenegró

Részben:
- Görögország területe a szigeteit kivéve;
- Horvátország területe a Száva vonalától délre;
- Románia területének 6%-a: Dobrudzsa;
- Szerbia területének 73%-a: a Száva–Duna-vonaltól délre levő Közép- és Dél-Szerbia;
- Szlovénia területének 27%-a: Dél-Szlovénia;
- Törökország területének 3%-a: Trákia keleti része;
- Olaszország területének 0,1%-a: Trieszt megye.